# Baldiri Alavedra i Pla
Baldiri Alavedra Pla (Gavà, Baix Llobregat, 21 de febrer de 1944 - Gavà, 13 d'abril de 2020), conegut com a Boi Alavedra, va ser un futbolista català.
Jugador en la posició de migcampista, va jugar al Club Deportiu Comtal entre 1963 i 1967, disputant nou partits amistosos amb el primer equip del FC Barcelona. A partir de la temporada 1965-66 va militar en diversos clubs de la primera i segona divisió espanyola com el CE Sabadell, Xerez CD, Terrassa FC, UDA Gramenet i CF Gavà. Va ser internacional amb la selecció olímpica de futbol disputant els partits de classificació per als Jocs Olímpics de Tòquio 1964 contra Hongria. Setmanes més tard, va competir amb la selecció espanyola d'aficionats. Després de la seva retirada al final de la temporada 1974-75, va exercir com a entrenador de formació de diversos clubs de futbol del Baix Llobregat i, posteriorment, va fundar l'Escola de Futbol Gavà el 1992.